# 愛知県立小牧高等学校

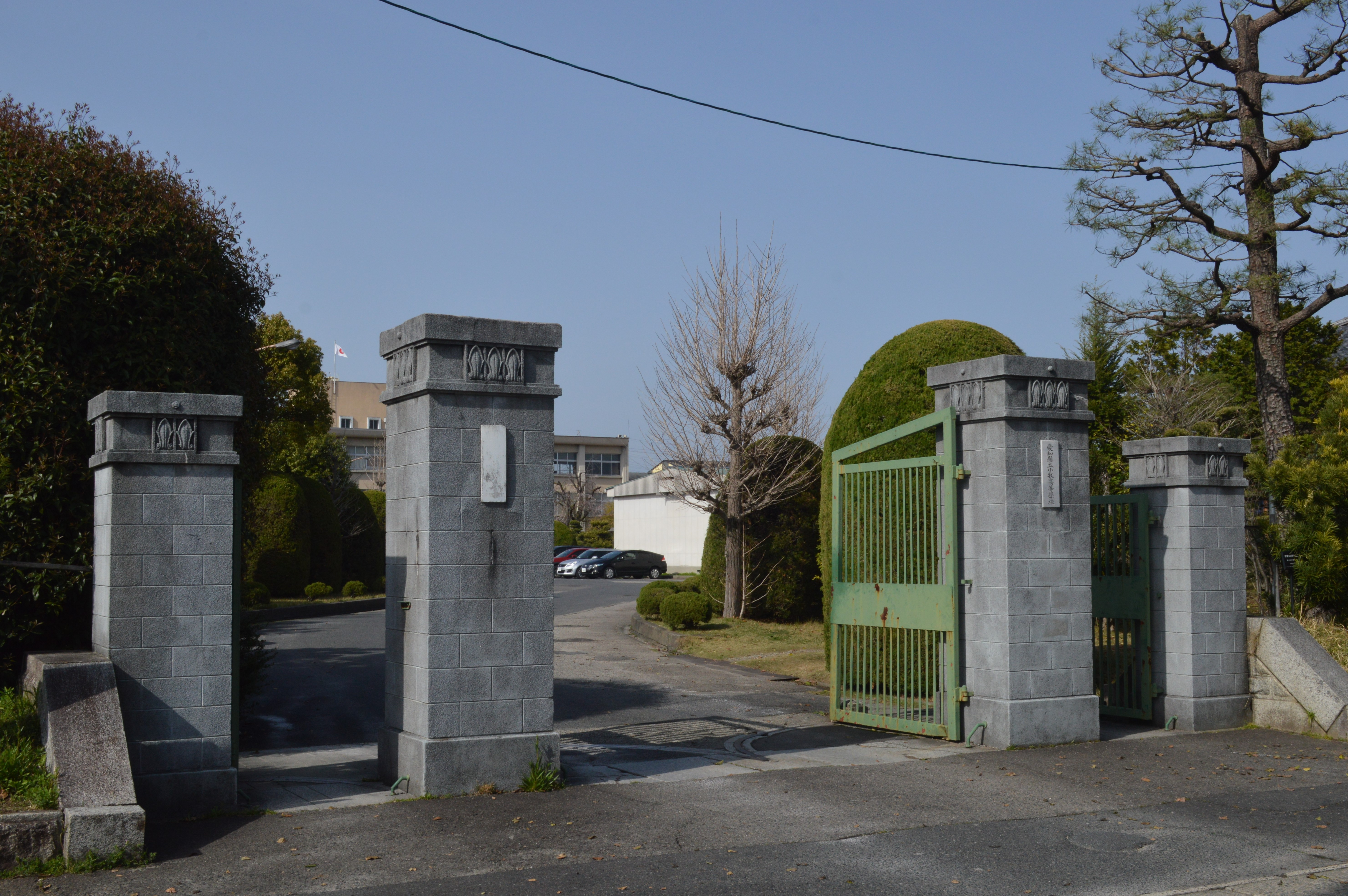
登録有形文化財の正門

愛知県立小牧高等学校（あいちけんりつこまきこうとうがっこう）は、愛知県小牧市小牧1丁目321番地にある公立の高等学校。

## 沿革

### 前身の学校
- 1924年（大正13年）4月 - 愛知県小牧中学校が開校。
- 1942年（昭和17年）4月 - 小牧町立小牧高等女学校が開校。
- 1948年（昭和23年）4月 - 小牧高等女学校が愛知県立小牧南高等学校（現在の小牧南学校とは異なる）に改称。
- 1948年（昭和23年）10月 - 小牧中学校が愛知県立小牧高等学校に改称。

### 現在の小牧高校
- 1949年（昭和24年）4月 - 小牧高等学校と小牧南高等学校が統合され、愛知県立小牧高等学校が開校。丹羽郡古知野町に愛知県立小牧高等学校分校（1952年（昭和27年）に愛知県立古知野高等学校として独立）を設置。
- 2017年（平成29年） - 小牧高校の正門を含む13校の門柱（愛知県立旧制学校の門柱）が登録有形文化財（建造物）に登録される[1]。

## 校訓
- 剛毅朴訥
- 質実剛健
- 穏健中正
- 敦厚礼譲

## 出身者
- 宗次徳二 - 実業家。株式会社壱番屋（カレーハウス CoCo壱番屋）創業者。
- 大野広司 - アニメーション美術監督。1971年度卒。
- 樹れい子 - 女優。1973年度卒。
- 大平晋也 - アニメーター。1985年度卒。
- TSURU - ミュージシャン。STANCE PUNKSボーカル。1995年度卒。
- 伊藤千晃 - AAAメンバー。2004年度卒。
- 木藤裕次 - プロレスラー。1995年度卒業。

## 交通アクセス
- こまき巡回バス「市民会館南」停留所下車、徒歩で約8分。
- 名鉄小牧線 小牧駅下車、徒歩で約15分。

## 周辺施設
- 大輪体育館
- 国道155号
- 小牧市市民会館・公民館
- 小牧市立小牧小学校
- 小牧警察署
- ラピオ
- 小牧市中央図書館
- マックスバリュ小牧駅西店